# Línguas do Brasil

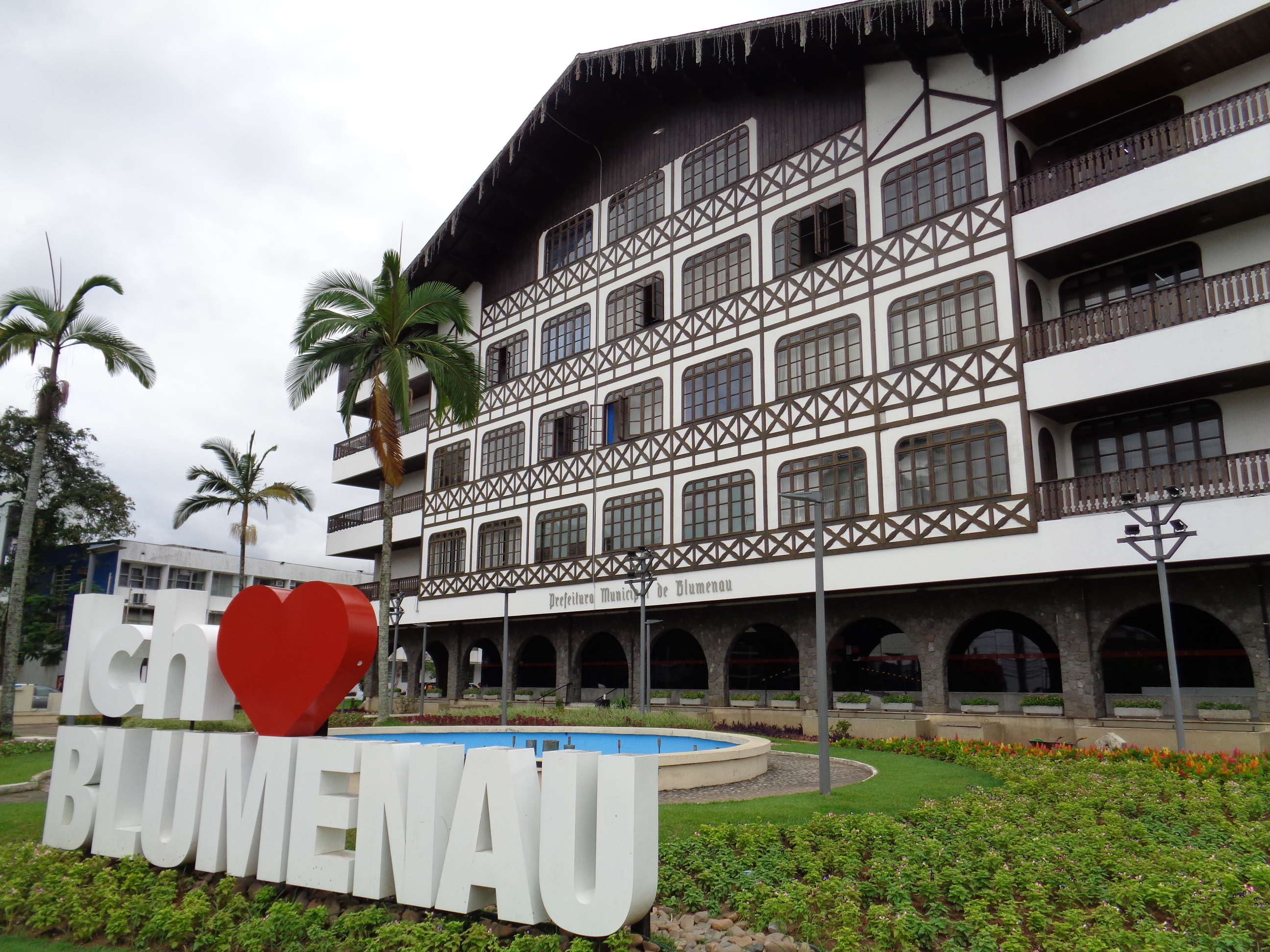
Inscrição Ich liebe Blumenau ("eu amo Blumenau" em alemão) em frente à prefeitura de Blumenau, em Santa Catarina, representando a influência que a cultura e língua alemã tiveram sobre a cidade.

As línguas do Brasil compreendem o português, única língua oficial a nível nacional, a língua brasileira de sinais, que desde 2002 é considerada oficialmente como uma "forma de expressão linguística nacional" (Lei 10436/2002) e línguas minoritárias do Brasil faladas em todo o território. O censo de 2010 contabilizou 305 etnias indígenas no Brasil, que falam 274 línguas diferentes. Há comunidades significativas de falantes do alemão (na maior parte o Hunsrückisch, um alto dialeto alemão) e italiano (principalmente o talian, de origem vêneta) no sul do país, os quais foram influenciados pelo idioma português, assim como um processo recente de cooficialização destas línguas, como já ocorreu em Pomerode e em Santa Maria de Jetibá.
É estimado que se falavam mais de mil idiomas no Brasil na época do descobrimento. Segunda pesquisa anterior ao censo de 2010, esses idiomas estavam reduzidos ao número de 180. Destas 180 línguas, apenas 24, ou 13%, têm mais de mil falantes; 108 línguas, ou 60%, têm entre cem e mil falantes; enquanto que 50 línguas, ou 27%, têm menos de 100 falantes e metade destas, ou 13%, têm menos de 50 falantes, o que mostra que grande parte desses idiomas estão em sério risco de extinção.
Nos primeiros anos de colonização, as línguas indígenas eram faladas inclusive pelos colonos portugueses, que adotaram a língua tupi, ou tupi antigo, como idioma. Por ser falada por quase todos os habitantes do Brasil, ficou conhecida como língua geral. Todavia, no século XVIII, a língua portuguesa tornou-se oficial no Brasil, o que culminou no quase desaparecimento dessa língua comum. Atualmente, os idiomas indígenas são falados sobretudo no Norte e Centro-Oeste. As línguas mais faladas são do tronco Tupi-guarani.
Há uma recente tendência de cooficializar outras línguas nos municípios povoados por imigrantes, como as línguas italiana e alemã ou indígenas, através de levantamentos do Inventário Nacional da Diversidade Linguística instituído através de decreto pelo ex-presidente Luiz Inácio Lula da Silva em 9 de dezembro de 2010, que analisará propostas de revitalização dessas línguas no país. Em 2019 foi instituída a Comissão Técnica do Inventário Nacional da Diversidade Linguística.
Também os estados de Santa Catarina e Rio Grande do Sul possuem o Talian como patrimônio linguístico aprovado oficialmente no estado (já a língua alemã, de grande abrangência nestes dois estados, não foi oficializada ainda por não haver um consenso entre a padronização da forma hunsriqueana, ou a pomerana, ou a adoção das duas modalidades em simultâneo), enquanto no Espírito Santo tramita desde agosto de 2011 a PEC 11/2009, que visa incluir no artigo 182 da Constituição Estadual a língua pomerana e a alemã como patrimônios culturais deste estado.
Em âmbito federal, o governo brasileiro também reconhece a língua brasileira de sinais (LIBRAS), por meio da Lei nº 10.436, regulamentada pelo Decreto n.º 5.626, porém é importante ressaltar que não a tornou oficial. Trata-se de uma língua de modalidade visuogestual, oriunda da comunidade surda nacional.

## Língua oficial nacional

### O português no Brasil

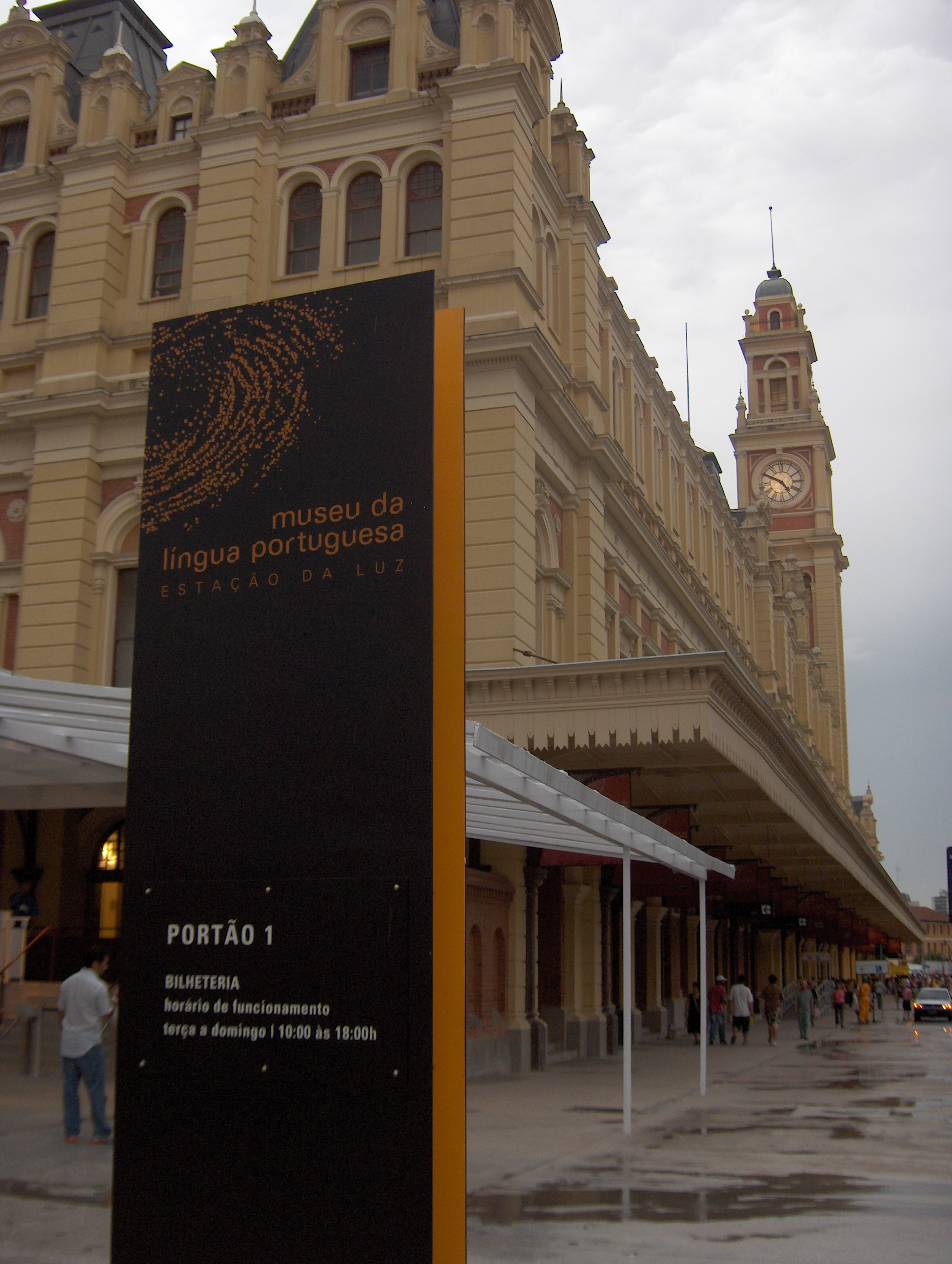
Placa indicando o Museu da Língua Portuguesa, localizado na Estação da Luz, em São Paulo. O português é a língua majoritária no país.

A língua portuguesa foi trazida pelos colonizadores portugueses ao Brasil a partir do século XVI. Este idioma não se expandiu pelo território brasileiro de forma natural contando, também, com ações governamentais que o forçaram a se tornar a única "língua legítima" do país. Tanto o Estado Português quanto o Estado Brasileiro independente adotaram políticas visando ao extermínio de outros idiomas falados no país, um processo denominado de glotocídio (assassinato de línguas), no qual o português foi substituindo outras línguas anteriormente faladas.
A primeira política de estado evidente foi o Diretório dos Índios, de 1758, no qual o Marquês de Pombal exigia o uso do português na colônia e proibia o ensino das línguas indígenas (em especial da denominada língua geral, idioma de base tupi que predominou no Brasil até o século XVIII); mas não apenas as línguas indígenas foram alvo desse tipo de ação, também os idiomas trazidos pelos diversos grupos de imigrantes que aportaram no Brasil sobretudo a partir de 1850.
O Estado Novo (1937-1945) de Getúlio Vargas representou o ápice da repressão às línguas alóctones no Brasil, por meio da nacionalização do ensino, que culminou em grande repressão sobretudo aos falantes de alemão e italiano. O censo de 1940 mostrou que 3,94% da população do Brasil usava habitualmente um idioma que não era o português, sendo que essa porcentagem alcançava 25,08% no estado de Santa Catarina e 22,52% no Rio Grande do Sul. A maioria dessas pessoas não eram estrangeiras, mas brasileiras natas que falavam línguas alóctones adquiridas devido a uma origem familiar estrangeira. Nessas porcentagens também estavam incluídos os falantes de língua indígena. O censo mostrou que mais de um milhão de pessoas falavam o alemão (644.458) ou o italiano (458.054) no Brasil, numa população nacional de apenas 41 milhões de pessoas, número bastante expressivo então. A política de nacionalização do Estado Novo instituiu o ensino obrigatório do português nas escolas, inclusive com a proibição do uso oral de idiomas estrangeiros, por meio dum conceito jurídico de crime idiomático, inventado pelo Estado Novo, que culminou na prisão de diversas pessoas que foram pegas falando idioma que não fosse o português. No ano de 1942, por exemplo, 1,5% da população do município de Blumenau chegou a ser presa em decorrência do uso de idioma estrangeiro (o alemão, no caso). Por fim, com a Constituição de 1988, o Estado Brasileiro optou por fazer do português a língua oficial, embora tenha reconhecido aos índios o direito à sua língua, inclusive no âmbito escolar, mas o mesmo não foi feito em relação aos idiomas trazidos por imigrantes. O Estado Brasileiro sempre fez, portanto, a opção de legitimar o português como a (única) língua nacional.
Obviamente que a língua portuguesa não se impôs no Brasil somente por meio de políticas estatais. Ela foi sendo adotada pela população colonial, pois era a língua da ascensão social, sobretudo para a população de origem africana. De fato, o português falado no Brasil se desenvolveu na boca de falantes não nativos da língua. Os portugueses e seus descendentes não mestiçados nunca ultrapassaram os 30% da população e as etnias não brancas (negros, mulatos e índios) sempre oscilaram na casa dos 70% dos habitantes do Brasil até meados do século XIX. Portanto, a maioria da população brasileira adquiriu o português por meio de uma transmissão irregular ou de uma aquisição imperfeita, pois provinham de um histórico familiar de língua não portuguesa.
Em 1819, 30% da população brasileira era escrava, sendo a maior porcentagem no Centro-Oeste (40,7% da população) e a menor no Norte (27,3%). A escravidão africana era, portanto, generalizada, presente em todo o território colonial, sendo que africanos e seus descendentes chegaram a compor cerca de 60% da população entre os séculos XVII e XIX. Haja vista a presença maciça de africanos e descendentes no Brasil colonial e imperial, alguns estudiosos alegam que foram eles os maiores responsáveis pela expansão do idioma português no Brasil, na forma popular ou vernácula. Alguns já defenderam que o português brasileiro sofreu um processo de crioulização ou semicrioulização, embora outros sejam mais cautelosos nessa afirmação, todavia é inegável a presença de elementos africanos e indígenas na fala brasileira.
O povo brasileiro absorveu o idioma português com base em modelos precários, distante do padrão culto da língua. No início do século XIX, apenas 0,5% da população era letrada. Em 1872, 99,9% dos escravos, 80% dos livres e 86% das mulheres eram analfabetos. O idioma se desenvolveu no país, portanto, por meio da oralidade do cotidiano, de ouvido, haja vista a ausência de uma normatividade adquirida pela escolarização.
O português falado no Brasil apresenta diferenças em relação ao português europeu. Atualmente, existem três correntes que tentam explicar a origem dessas diferenças. A primeira, da crioulização prévia, explica as diferenças pelo contato que teve o idioma com as línguas africanas e indígenas. A segunda explica com base na deriva ou evolução natural e a última numa crioulização prévia de modo fatorizado. A tese de que houve uma crioulização generalizada no passado hoje possui poucos seguidores. Alguns estudiosos acreditam na possibilidade de ter havido, no passado, uma crioulização leve que, somada à deriva natural, culminou nas diferenças existentes entre o português do Brasil e de Portugal. Também há uma quarta teoria, que afirma que o português do Brasil se manteve mais próximo do idioma usado na Idade Média, falado no século XV, sendo que o português europeu é que sofreu mudanças, sobretudo no século XVIII.

## Línguas minoritárias

### A Libras
A Língua Brasileira de Sinais (Libras) é a língua de sinais usada por surdos dos centros urbanos brasileiros
e legalmente reconhecida como meio de comunicação e expressão. É derivada tanto de uma língua de sinais autóctone, que é natural da região ou do território em que habita, quanto da língua gestual francesa; por isso, é semelhante a outras línguas de sinais da Europa e da América. A Libras não é a simples gestualização da língua portuguesa, e sim uma língua à parte, como o comprova o fato de que em Portugal usa-se uma língua de sinais diferente, a língua gestual portuguesa (LGP).
Assim como as diversas línguas naturais e humanas existentes, ela é composta por níveis linguísticos como: fonologia, morfologia, sintaxe e semântica. Da mesma forma que nas línguas orais-auditivas existem palavras, nas línguas de sinais também existem itens lexicais, que recebem o nome de sinais. A diferença é sua modalidade de articulação, a saber visual-espacial, ou cinésico-visual, para outros. Assim sendo, para se comunicar em Libras, não basta apenas conhecer sinais. É necessário conhecer a sua gramática para combinar as frases, estabelecendo a comunicação de forma correta, evitando o uso do "Português sinalizado".
Os sinais surgem da combinação de configurações de mão, movimentos e de pontos de articulação — locais no espaço ou no corpo onde os sinais são feitos — e também de expressões faciais e corporais que transmitem os sentimentos que para os ouvintes são transmitidos pela entonação da voz, os quais juntos compõem as unidades básicas dessa língua. Assim, a Libras se apresenta como um sistema linguístico de transmissão de ideias e fatos, oriundos de comunidades de pessoas surdas do Brasil. Como em qualquer língua, também na libras existem diferenças regionais. Portanto, deve-se ter atenção às suas variações em cada unidade federativa do Brasil.
Além de ser reconhecida a nível nacional desde 2002, a Libras também foi oficializada a nível municipal em Belo Horizonte, Curitiba, Ouro Preto e Salvador. No Rio de Janeiro, o ensino de Libras foi oficializado no currículo da rede municipal de ensino.
24 de abril foi oficializado como o Dia Nacional da Língua Brasileira de Sinais.

### Línguas indígenas

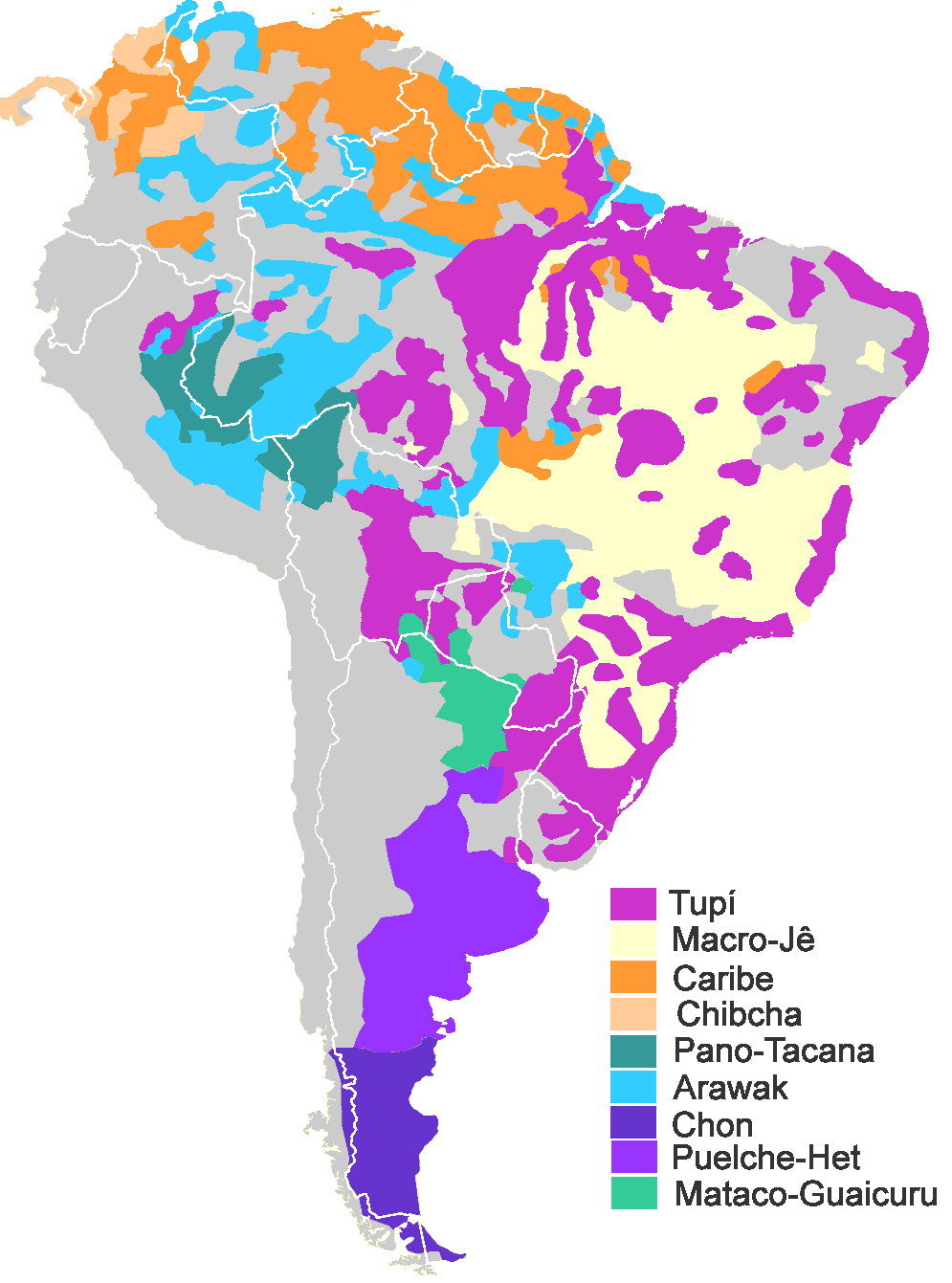
Línguas indígenas faladas na América do Sul antes da colonização europeia

Estima-se que, à época do Descobrimento do Brasil, há 500 anos, falava-se no país cerca de 1.078 línguas indígenas. Devido à política linguística do Estado português, e em seguida do brasileiro, de reduzir o número de línguas por meio do deslocamento linguístico, isto é, de sua substituição pela língua portuguesa, a maior parte dessas línguas desapareceu ou está em via de extinguir-se.
Segundo o Instituto Socio-Ambiental, "apenas 11 línguas têm acima de cinco mil falantes: Baniwa, Guajajara, Kaingang, Kayapó, Makuxi, Sateré-Mawé, Terena, Ticuna, Xavante, Yanomami e Guarani , esta sendo falada por uma população de aproximadamente 30 mil pessoas. Em contrapartida, cerca de 110 línguas contam com menos de 400 falantes. No Brasil há também estações de rádio em línguas indígenas. Há também uma língua de sinais indígena, a língua de sinais kaapor.
A Constituição de 1988 (arts. 210 e 231) reconhece aos índios o direito às suas línguas, fato que foi regulamentado pela Lei de Diretrizes e Bases da Educação Nacional, de 1996. Desde 2003, na localidade amazonense de São Gabriel da Cachoeira, têm status de língua oficial, ao lado do português, o nheengatu, o tukano e o baniwa.
O censo de 2010 contabilizou 305 etnias indígenas no Brasil, que falam 274 línguas diferentes. Dos indígenas com 5 ou mais anos, 37,4% falavam uma língua indígena e 76,9% falavam português.
Em maio de 2019, o deputado federal Dagoberto Nogueira apresentou um projeto de lei para instituir a cooficialização da segunda língua, de origem indígena, em todos os municípios brasileiros que possuem comunidades indígenas. O projeto foi aprovado pela Comissão de Direitos Humanos e Minorias da Câmara dos Deputados em 10 de dezembro de 2019, e foi aprovado pela Comissão de Cultura da Câmara dos Deputados em 8 de junho de 2021.
Em julho de 2023 a Constituição brasileira de 1988 foi traduzida pela primeira vez para uma língua indígena, a língua nheengatu. Ela também está sendo traduzida para as línguas Tikuna, Kaiowá e Kaingang.
Com a promulgação dessa constituição, o estado do Amazonas oficializou a lei que reconhece as seguintes línguas indígenas como co-oficiais: Apurinã, Baniwa, Desano, Kanamari, Marubo, Matis, Matses, Mawe, Mura, Nheengatu, Tariana, Tikuna, Tukano, Waiwai, Waimiri e Yanomami.

### Línguas alóctones

Hotel em estilo alemão no Lago Negro, em Gramado, no Rio Grande do Sul: na região, o dialeto alemão é uma das principais formas de comunicação.

Como resultado de séculos de tráfico de escravos da África, inúmeras línguas africanas foram faladas no Brasil e influenciaram fortemente a língua portuguesa no país. Hoje em dia, nenhuma dessas línguas africanas é falada plenamente no Brasil, tendo passado a se manifestar apenas em usos específicos, seja como línguas rituais (por exemplo, as usadas nos cultos afro-brasileiros), seja como línguas secretas que identificam quilombolas, como a gira da Tabatinga.
Já os imigrantes chegados depois de 1850 trouxeram línguas de seus respectivos países, dentre as quais as mais faladas hoje são o talian (variação da língua vêneta da Itália), o Hunsrückisch (ou hunsrik, derivado de dialetos falados no oeste da Alemanha) e o pomerano (falado na região alemã do Báltico). Essas comunidades ainda possuem um número significativo de falantes, sobretudo na região sul do Brasil.
O número de falantes das línguas alóctones também foi bastante reduzido, sobretudo pelas políticas repressivas e de unidade linguística do Estado Novo, nos anos 1940 (campanha de nacionalização), época em que o governo brasileiro declarou guerra contra Itália e Alemanha, locais de origem de grande número de imigrantes.
Entretanto, nas últimas décadas, cresceu a tendência de cooficializar outras línguas nos municípios povoados por imigrantes (como as línguas italiana e alemã) ou indígenas, ambos com apoio do Ministério do Turismo, como foi instituído recentemente em Santa Maria de Jetibá, Pomerode e Vila Pavão, onde o pomerano também possui estatuto de cooficial.
Parte da população também fala inglês ou espanhol, línguas cujo ensino é obrigatório nos ensinos básico e médio e cujo aprendizado é encorajado pelos processos de integração regional, como o que ocorre com o Mercosul.
Os estados de Santa Catarina e Rio Grande do Sul possuem o Talian como patrimônio linguístico aprovado oficialmente no estado. Além do Talian, o Rio Grande do Sul também possui o Riograndenser Hunsrückisch como patrimônio estadual, enquanto o Espírito Santo possui as línguas pomerana, junto com a língua alemã, como patrimônios culturais estaduais.
Há no Brasil estações de rádio em língua pomerana e talian. Em 2013 foi lançada no Brasil a revista Brasil Talian, que busca divulgar a língua talian.
Em 2014, o talian foi certificado como patrimônio nacional.
O Estado do Paraná é o estado brasileiro com maior número de descendentes de imigrantes eslavos, na sua maioria polacos e ucranianos, sendo a língua polonesa e a língua ucraniana faladas por algumas comunidades em Curitiba e no interior do estado. Em 2021 a cidade paranaense de São Mateus do Sul ganhou o título de "capital polonesa do Paraná".
Em julho de 2018, o prefeito de Blumenau, Mário Hildebrandt, assinou o Decreto nº. 11.850/2018, que criou duas escolas bilíngues na cidade: a Escola Municipal Bilíngue Erich Klabunde oferece as matérias em português e alemão, e a Escola Básica Municipal Bilíngue Professor Fernando Ostermann, em português e inglês.
Em Holambra (São Paulo) o holandês também é ensinado nas escolas, embora não seja cooficial no município. Há também diversos bairros étnicos no país, especialmente no Sul e no Sudeste. Alguns exemplos são Colônia, bairro alemão que surgiu através da Colônia Paulista, no distrito de Parelheiros; Liberdade, reduto de imigrantes japoneses, e Bixiga, reduto de imigrantes italianos, ambos na cidade de São Paulo, enquanto no município de Piracicaba, os bairros Santa Olímpia e Santana, redutos de tiroleses, formam a Colônia Tirolesa de Piracicaba. Já em Minas Gerais, há uma colônia pomerana no distrito de Vila Neitzel, em Itueta.
Em março de 2022, o deputado federal Dagoberto Nogueira apresentou o Projeto de Lei 577/22 para instituir a cooficialização da segunda língua, de origem afro-brasileira, em todos os municípios brasileiros que possuem comunidades quilombolas.
Em fevereiro de 2025, o município de Áurea iniciou a emissão do primeiro alvará bilíngue em português e polonês do mundo.

#### O espanhol

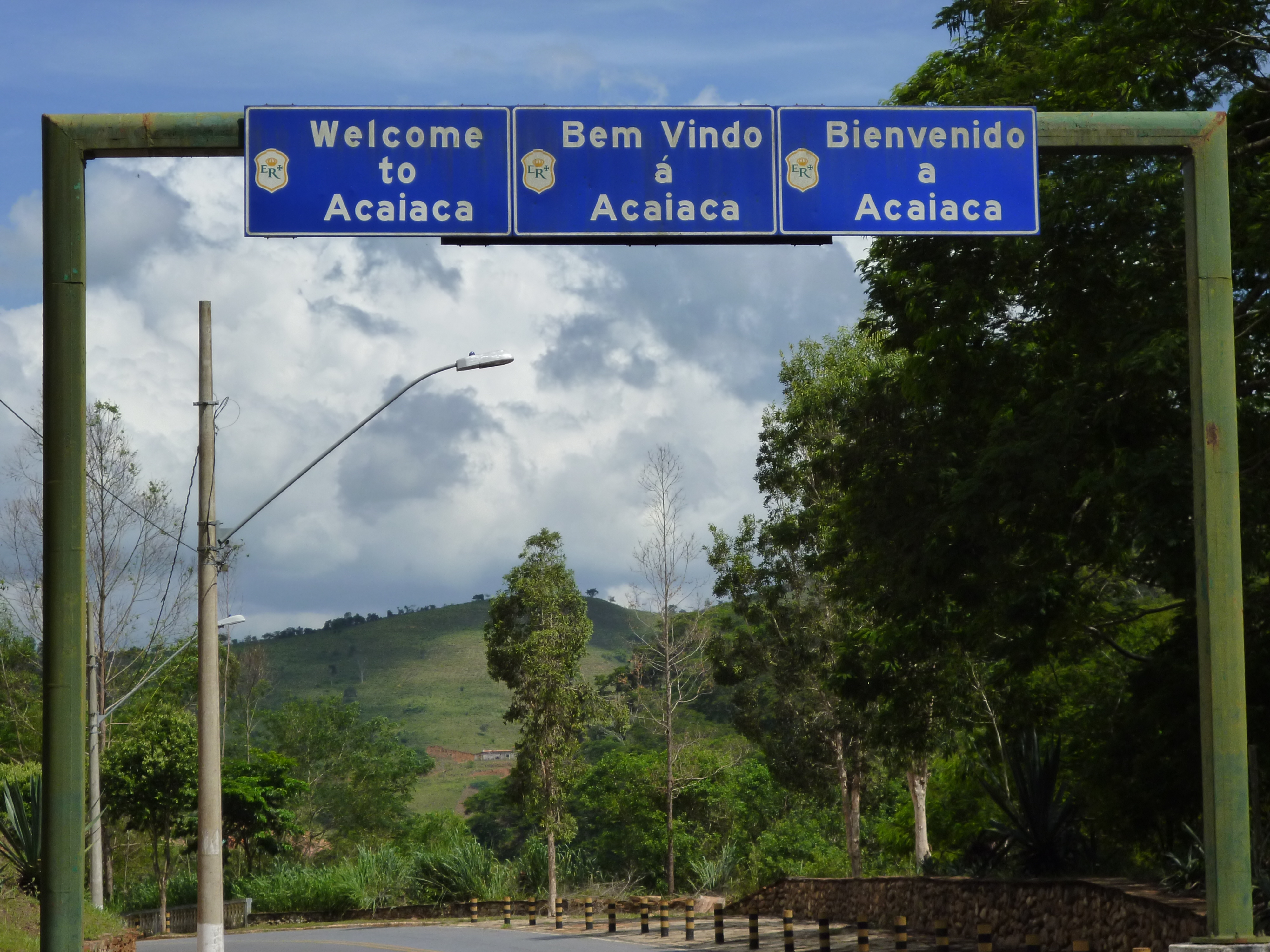
Placas em inglês, português e espanhol na entrada de Acaiaca, em Minas Gerais.

A língua espanhola no Brasil é falada nas áreas dos estados que fazem fronteira com países de língua espanhola, especialmente por alguns brasileiros que estão em contato com pessoas da Argentina, Bolívia, Colômbia, Paraguai, Peru, Uruguai e Venezuela e até do Chile, a maioria deles dedicada ao comércio. Existem 460 018 falantes nativos de espanhol no país. A maioria são imigrantes espanhóis (125 150), bolivianos (50 240) e argentinos (42 202). Nos estados do Rio de Janeiro e São Paulo, o estudo e o conhecimento do espanhol são obrigatórios por mandato constitucional. O número total de falantes de espanhol, incluindo aqueles que a falam como segunda língua e estudantes, totaliza 6 676 000 pessoas. Nos últimos anos, devido à Crise migratória venezuelana, o estado da fronteira brasileira, Roraima, tornou-se o lugar com mais falantes de espanhol no Brasil. Estima-se que cerca de 50 000 venezuelanos residam atualmente em Roraima, o que constitui aproximadamente 10% da população do estado.

#### O francês
O estado brasileiro do Amapá tornou obrigatório em 1999 o ensino do francês em escolas públicas, na sequência de uma lei federal, em 1998, exigindo às escolas públicas do país a ensinar, pelo menos, uma língua estrangeira. A escolha do Amapá pelo francês é devido a um desejo de aproximação com a Guiana Francesa, limítrofe, ou mesmo um desejo de abrir-se, dado o isolamento por razões geográficas desse Estado em relação à resto do Brasil. Uma língua crioula de grande base léxica francesa é falado no Amapá: o "karipuna ou louço-francés" (ou luso-francês, pois essa língua crioula contém o vocabulário lusófono). A cidade de Ouro Preto é um membro da Associação Internacional dos prefeitos francófonos.

## Política linguística
O Instituto do Patrimônio Histórico e Artístico Nacional reconhece sete línguas como Referência Cultural Brasileira, das quais seis são indígenas e uma alóctone. As indígenas são língua asurini (que pertence ao tronco Tupi, da família linguística Tupi-Guarani, cujos falantes habitam a Terra Indígena Trocará, localizada às margens do rio Tocantins, em Tucuruí, Pará); a língua Guarani M'bya (identificada como uma das três variedades modernas da língua guarani, da família Tupi-Guarani, tronco linguístico Tupi), e as línguas Nahukuá, Matipu, Kuikuro e Kalapalo, de família linguística Karib, faladas na região do Alto Xingu, Mato Grosso. A alóctone é a língua Talian, uma variante da língua vêneta.
Em 2019 foi elaborado o Projeto de Lei N.º 489, de autoria de Chico d'Ângelo, que dispõe sobre os direitos linguísticos dos brasileiros, especialmente das comunidades que utilizam línguas minoritárias como língua materna. O Projeto foi anexado ao Projeto de Lei 304 de 2015, que institui nos currículos escolares do ensino fundamental, conhecimento sobre a língua, usos, costumes e a cultura dos povos e comunidades tradicionais e minorias éticas formadores dos povos brasileiro. A Comissão de Cultura aprovou o projeto em 21 de setembro de 2021.
Em 2015 Serafina Corrêa recebeu o título de capital nacional do Talian. Em 2019 Nova Erechim foi reconhecida como a capital catarinense do Talian. Em 2021 o governador Ratinho Júnior sancionou a lei estadual 20.757, que torna o município de Colombo a capital do Talian no Paraná.

### Classificação de línguas como patrimônio linguístico ou cultural

Municípios em que a língua pomerana é cooficial no Espírito Santo.

Estados brasileiros que possuem patrimônios linguísticos aprovados oficialmente em âmbito estadual:
- Espírito Santo — línguas pomerana e alemã[30]
- Rio Grande do Sul — línguas Talian[27] e Riograndenser Hunsrückisch[84][85]
- Rio de Janeiro — línguas iorubá[130][131][132][133], bantu[134][135] e jeje[136][137][138][139]
- Roraima — línguas Hixkaryána (Hixkariána), Ingarikó, Máku, Makuxí, Ninám, Pa tamóna (Kapóng), Sanumá, Taulipáng (Pemong), Waiwái, Wapixána, Yanomámi e Yekuána (Mayongóng)[140][141][142][143]
- Santa Catarina — língua talian[25] e hunsrückisch[144]

Municípios brasileiros que possuem alguma língua como patrimônio cultural imaterial:
- Blumenau, Santa Catarina — língua alemã[145][146][147]
- Bom Despacho, Minas Gerais — língua da Tabatinga[148]
- Capinzal, Santa Catarina — língua talian[149]
- Caxias do Sul, Rio Grande do Sul — língua talian[150][151][152][153]
- Harmonia, Rio Grande do Sul — língua alemã[154][155]
- Lajeado, Rio Grande do Sul — língua alemã[156][157][158]
- Marechal Floriano, Espírito Santo — línguas friulana e talian[159]
- Nova Hartz, Rio Grande do Sul — língua alemã[160]
- Salvador, Bahia — língua iorubá[161][162][163][164]
- Santa Cruz do Sul, Rio Grande do Sul — língua alemã[165][166][167]
- São Pedro de Alcântara, Santa Catarina — língua Hunsrik[168][169]
- Venâncio Aires, Rio Grande do Sul — língua alemã[170][171][172]
- Veranópolis, Rio Grande do Sul — língua talian[173]

### Cooficialização de línguas
Estados brasileiros com línguas cooficiais:
- Amapá — línguas Kheuol Karipuna, Kheuól Galibi-Marworno, Parikwaki, Kali`na, Wajãpi, Tiriyó, Kaxuyana, Wayana e Aparai.[174][175]
- Amazonas — línguas Apurinã, Baniwa, Dessana, Kanamari, Marubo, Matis, Matses, Mawe, Mura, Nheengatu, Tariana, Tikuna, Tukano, Waiwai, Waimiri e Yanomami.[176][177]
- Roraima — línguas Hixkaryána (Hixkariána), Ingarikó, Máku, Makuxí, Ninám, Pa tamóna (Kapóng), Sanumá, Taulipáng (Pemong), Waiwái, Wapixána, Yanomámi e Yekuána (Mayongóng)[140][143][142][141]

Municípios em que o talian é cooficial no Rio Grande do Sul.

Municípios brasileiros que possuem língua cooficial indígena:
- Santo Antônio do Içá, Amazonas — ticuna[178]
- São Gabriel da Cachoeira, Amazonas — nheengatu, o tukano e baniwa[179][180][181]
- Porto Seguro, Bahia — Patxôhã[182][183][184][185]
- Monsenhor Tabosa, Ceará — nheengatu[186][187][188]
- Barra do Corda, Maranhão — tenetehara-guajajara[189]
- Rondonópolis, Mato Grosso — Boe Bororo[190]
- Amambai, Mato Grosso do Sul — Guarani Kaiowá[191][192]
- Coronel Sapucaia, Mato Grosso do Sul — guarani[193]
- Miranda, Mato Grosso do Sul — terena,[194] kinikinau, Língua Terena de Sinais[195]
  - Paranhos, Mato Grosso do Sul — guarani, em fase de aprovação[196]
- Tacuru, Mato Grosso do Sul — guarani[197][181]
- São Félix do Xingu, Pará — caiapó[198]
- João Câmara, Rio Grande do Norte — tupi-nheengatu[199][200]
- Bonfim, Roraima — macuxi e wapixana[201][202][203][204]
- Cantá, Roraima — macuxi e wapixana[205][206][207]
- José Boiteux, Santa Catarina — Língua Xokleng[208]
- Itacajá, Tocantins — Língua Krahô[209]
- Tocantínia, Tocantins — aquém[210][211][181]

Municípios brasileiros que possuem língua cooficial alemã:
- Campina das Missões, Rio Grande do Sul[212]
- José Boiteux, Santa Catarina[208]
- Santo Ângelo, Rio Grande do Sul[213]
- São Bento do Sul, Santa Catarina[214]
- São João do Oeste, Santa Catarina[215][216]
- Pomerode, Santa Catarina[217][218]
- Ubiretama, Rio Grande do Sul[219]

Municípios brasileiros que possuem língua cooficial hunsriqueana (ou Hunsrückish):
- Antônio Carlos, Santa Catarina[220][221][222][223]
- Barão, Rio Grande do Sul[224]
- Horizontina, Rio Grande do Sul[225]
- Ijuí, Rio Grande do Sul[226]
- Ipumirim, Santa Catarina[227][228]
- Ouro, Santa Catarina[229][230]
- Santa Maria do Herval, Rio Grande do Sul[231]

Municípios brasileiros que possuem língua cooficial italiana:
- Encantado, Rio Grande do Sul[232]
- José Boiteux, Santa Catarina[208]
- Santa Tereza, Espírito Santo[233]
- Santo Ângelo, Rio Grande do Sul[213]
- São Bento do Sul, Santa Catarina[214]
- Venda Nova do Imigrante, Espírito Santo[234][235]

Municípios brasileiros que possuem língua cooficial Plattdüütsch (ou baixo-alemão):
- Palmeira, Paraná[236][237][238]
- Westfália, Rio Grande do Sul[239]

Municípios brasileiros que possuem língua cooficial polonesa:
- Áurea, Rio Grande do Sul[240][241][242]
- Campina das Missões, Rio Grande do Sul[212]
- Carlos Gomes, Rio Grande do Sul[243]
- Casca, Rio Grande do Sul[244]
- Centenário, Rio Grande do Sul[245]
- Guarani das Missões, Rio Grande do Sul[246]
- Horizontina, Rio Grande do Sul[225]
- Ijuí, Rio Grande do Sul[226]
- Itaiópolis, Santa Catarina[247]
- Mallet, Paraná[248][249]
- Nova Prata, Rio Grande do Sul[250]
- Paula Freitas, Paraná[251]
- Santo Ângelo, Rio Grande do Sul[213]
- São Bento do Sul, Santa Catarina[214]
- São Mateus do Sul, Paraná[252]
- Sete de Setembro, Rio Grande do Sul[253]
- Ubiretama, Rio Grande do Sul[219]
- Vista Alegre do Prata, Rio Grande do Sul[254]

Municípios brasileiros que possuem língua cooficial pomerana (ou Pommersch):
- Afonso Cláudio (no distrito de Mata Fria), Espírito Santo[255]
- Canguçu, Rio Grande do Sul[3][256][257]
- Domingos Martins, Espírito Santo[3][29][258][259]
- Espigão do Oeste, Rondônia[260]
- Itarana, Espírito Santo[261][262]
- Itueta, Minas Gerais[263]
- Laranja da Terra, Espírito Santo[3][29][259]
- Pancas, Espírito Santo[3][29][264]
- Pomerode, Santa Catarina[265]
- Santa Maria de Jetibá, Espírito Santo[3][29][266][267]
- Vila Pavão, Espírito Santo[3][29][82]

Municípios brasileiros que possuem língua cooficial russa:
- Campina das Missões, Rio Grande do Sul[212]

Municípios brasileiros que possuem língua cooficial talian:
- Antônio Prado, Rio Grande do Sul[268][269]
- Barão, Rio Grande do Sul[224]
- Bento Gonçalves, Rio Grande do Sul[270][271][272]
- Camargo, Rio Grande do Sul[206]
- Capinzal, Santa Catarina[273]
- Casca, Rio Grande do Sul[244]
- Caxias do Sul, Rio Grande do Sul[150]
- Coronel Pilar, Rio Grande do Sul[274]
- Cotiporã, Rio Grande do Sul[275]
- Doutor Ricardo, Rio Grande do Sul[276]
- Encantado, Rio Grande do Sul[232]
- Fagundes Varela, Rio Grande do Sul[277]
- Farroupilha, Rio Grande do Sul[278][279][280][281]
- Flores da Cunha, Rio Grande do Sul[282][283][284]
- Garibaldi, Rio Grande do Sul[285][286]
- Guabiju, Rio Grande do Sul[206]
- Horizontina, Rio Grande do Sul[225]
- Ijuí, Rio Grande do Sul[226]
- Ipumirim, Santa Catarina[227][228]
- Ivorá, Rio Grande do Sul[206][287]
- Marau, Rio Grande do Sul[288]
- Nova Bassano, Rio Grande do Sul[289]
- Nova Erechim, Santa Catarina[290][291]
- Nova Pádua, Rio Grande do Sul[206]
- Nova Prata, Rio Grande do Sul[250]
- Nova Roma do Sul, Rio Grande do Sul[292][293]
- Ouro, Santa Catarina[229][230]
- Paraí, Rio Grande do Sul[294][295]
- Pinto Bandeira, Rio Grande do Sul[296]
- Putinga, Rio Grande do Sul[297]
- São Miguel do Oeste, Santa Catarina[298]
- Serafina Corrêa, Rio Grande do Sul[299][300][301]
- União da Serra, Rio Grande do Sul[302][303]
- Venda Nova do Imigrante, Espírito Santo[234][235]
- Veranópolis, Rio Grande do Sul[173]
- Vila Flores, Rio Grande do Sul[304][305][306]
- Vista Alegre do Prata, Rio Grande do Sul[254]

Municípios brasileiros que possuem como língua cooficial o dialeto trentino:
- Laurentino, Santa Catarina[307]
- Rodeio, Santa Catarina[308][309][310][311]

Municípios brasileiros que possuem como língua cooficial a língua ucraniana:
- Itaiópolis, Santa Catarina[247]
- Mallet, Paraná[312][313]
- Paula Freitas, Paraná[251]
- Prudentópolis, Paraná[314][315][316]

### Oficialização no ensino

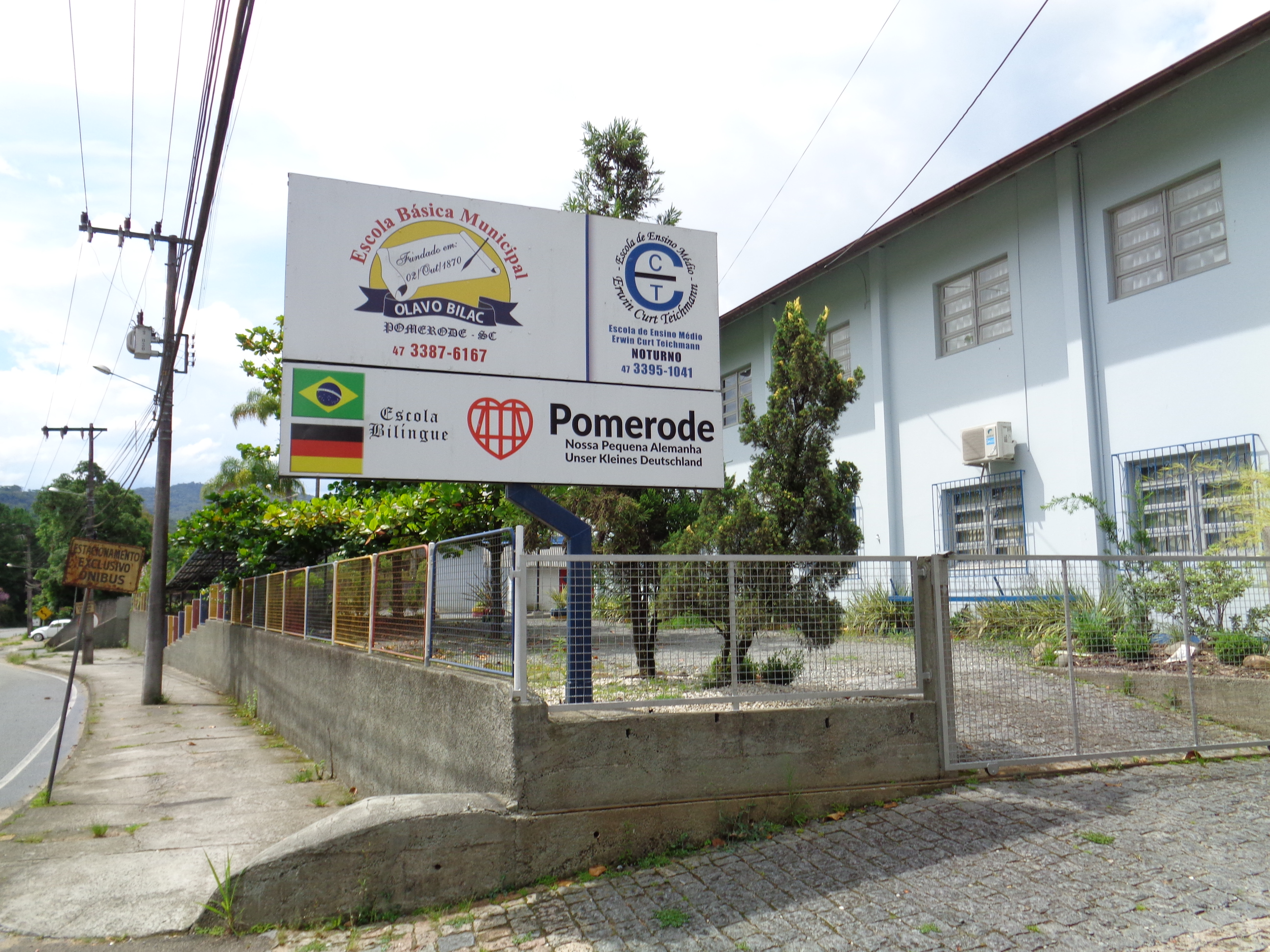
Inscrição indicando escola pública bilíngue nas línguas portuguesa e alemã, em Pomerode.

Municípios brasileiros que oficializaram o ensino da língua alemã:
- Nova Petrópolis, Rio Grande do Sul[317][318][319][320]
- Blumenau, Santa Catarina[321][322][323]
- Treze Tílias, Santa Catarina[324][325]

Municípios que oficializaram o ensino da língua Hunsrik:
- Nova Hartz, Rio Grande do Sul[326][327]

Municípios que oficializaram o ensino da língua italiana:
- Ascurra, Santa Catarina[328][329][330][331][332]
- Santa Teresa, Espírito Santo,[333] conhecida como a capital estadual da imigração italiana[334]
- Venda Nova do Imigrante, Espírito Santo,[335][336][337]
- Vila Velha, Espírito Santo[333]
- Francisco Beltrão, Paraná[338][339]
- Antônio Prado, Rio Grande do Sul[340][341]
- Brusque, Santa Catarina[342][343][344][345]
- Criciúma, Santa Catarina[346][347]
- Bragança Paulista, São Paulo[348]
- São José dos Campos, São Paulo[349]
- São Paulo, São Paulo[350]

Municípios que oficializaram o ensino da língua pomerana ou Pommersch:
- São Lourenço do Sul[351][352]
- Santa Maria de Jetibá